# Углесос
Углесос (англ. coal pump) — центробежный насос, применяемый для перекачивания угольной и угольно-породной гидросмеси.

## Характеристики углесосов
- подача — до 900 м³/час
- напор — до 320 м
- мощность — до 1310 кВт
- частота вращения — до 1485 об/мин
- КПД — до 70%
- допускаемый кавитационный запас — до 7,3 м
- масса — до 6000 кг
- размер перекачиваемых частиц — до 100 мм

## Применение углесосов
- перекачивание водоугольной химически нейтральной гидросмеси
- транспортировка угля, шлака и других сыпучих материалов на гидрошахтах и обогатительных фабриках, в карьерах и рудниках

## Рабочие инструменты углесосов
- вал
- роликоподшипник
- шарикоподшипник
- шарикоподшипник радиально-упорный
- втулка сальника
- колесо рабочее
- корпус спиральный
- крышка всасывающей стороны
- бронедиск
- направитель утечек
- станина
- стакан передний
- стакан задний
- ротор
- патрубок всасывающий

## Классификация углесосов
- одноколесные углесосы
- двухколесные углесосы